# 明星志願系列
明星志願系列是由大宇資訊於1995年起推出的系列遊戲。

## 歷史
- 1995年《明星志願》電腦遊戲作品
- 1998年《明星志願2》電腦遊戲作品
- 2000年《明星志願闖通關》電腦遊戲作品
- 2000年《明星志願2000》電腦遊戲作品
- 2005年《明星志願3》電腦遊戲作品，隨後推出《星光圓舞曲》及《銀色幻想曲》資料片。
- 2007年《明星志願3 甜蜜樂章》電腦遊戲作品
- 2010年《明星志願FB》網頁遊戲作品
- 2015年10月《明星志願》戲劇作品籌拍，由上海新文化攜手中國愛奇藝聯合打造，將改編遊戲3代為藍本，該片由韓國導演柳東瀚執導，預計將於2015年11月底正式開機。屆時，該劇主創人員將輾轉上海、韓國進行拍攝，拍攝大概周期為兩個月左右，預計將於2016年上線播出。[1]
- 2015年12月《明星志願 星之守護》手機遊戲作品
- 2016年2月《明星志願4》電腦遊戲作品開發階段，大宇資訊透露《明星志願4》的伏筆未來可能將會出現在《明星志願：星之守護》中。[2]
- 2022年3月31日，本系列單機遊戲中，除《明星志願3 甜蜜樂章》外的其他5部單機遊戲作品將登陸Steam發售。[3]

## 資料來源
1. ↑  養成類遊戲《明星志願》攜手上海新文化、愛奇藝 拍攝真人版 （页面存档备份，存于）,巴哈姆特 2015.10.20
2. ↑  《明星志願》系列正統單機新作《明星志願 4》確認開發中 （页面存档备份，存于）,巴哈姆特 2016.02.03
3. ↑  .   [2022-02-19]. （原始内容存档于2022-03-14）.